# Vedano Olona
Vedano Olona (Vedàn in dialetto varesotto) è un comune italiano di 7 425 abitanti della provincia di Varese in Lombardia.

## Storia

### Epoca romana
La chiara origine latina del nome fa supporre una consolidata presenza romana sul territorio del Comune. Infatti Vedano sorge su una terrazza posta sulla sponda sinistra del fiume Olona, compresa tra due strade romane: la Via Mediolanum-Bilitio, che partiva da porta Giovia e arrivava a Varese e che presentava due punti di contatto con il territorio vedanese (alla Cascina Ronco e al Ponte di Vedano), e la Como-Varese, che passava da Binago, Concagno e Malnate.
Probabilmente qui sorgeva, staccato dal fondo valle e poco propizio allo sviluppo di centri abitati, ma vicino alle vie di comunicazione, uno di quei tanti agglomerati agricoli di cui pullulava la piana in età romana.

### Epoca medievale
Proprio questo primo insediamento ha costituito il nucleo originario del futuro paese, la cui esistenza nel Medioevo è attestata da parecchi documenti. In particolare Giorgio Giulini ricorda come nel 1121 gli abitanti di Vedano, accorsi in aiuto dei Binaghesi, aggrediti dai Comaschi, furono anch'essi "battuti e posti in fuga".
Al X secolo risale forse l'origine della chiesetta romanica di S. Pancrazio e nello stesso secolo Vedano annoverava la presenza di due case di Umiliati, religiosi e lavoratori della lana, il cui nome nel XIII secolo e nel XIV secolo era diventato sinonimo di buon panno.

### Da XVII al XIX secolo
Durante l'occupazione spagnola, avvenne l'infeudazione di Vedano, le cui terre passarono definitivamente al senatore Giacinto Arrigoni il 3 aprile 1648. Poiché la concessione feudale in epoca spagnola consentiva al signore la proprietà fondiaria di tutto il feudo, la nobile famiglia degli Odescalchi cominciò ad acquistare l'intera proprietà di Vedano intorno al 1622 fino a diventarne i maggiori possidenti, come documenta il catasto del 1753. Il palazzo, residenza della potente famiglia, ristrutturato nel 1933, è diventato la sede del Comune. La figura più significativa della famiglia fu Benedetto Odescalchi, divenuto Papa col nome di Innocenzo XI e beatificato nel 1956.
Con la fine del secolo XIX, anche Vedano fu interessata allo sviluppo industriale: nel 1873 erano presenti due filande e tre opifici, lungo l'Olona. I suoi abitanti lavoravano però soprattutto nelle fabbriche di Varese e della Valle Olona, quando non emigravano per sfuggire alla miseria (nel solo 1901 i vedanesi emigrati furono 400, in particolare verso Svizzera e Germania).

### XX secolo

#### Associazionismo
La prima forma di associazionismo operaio fu la “Società di Mutuo Soccorso fra operai e contadini” sorta nel 1883. Ad essa si aggiunsero presto iniziative d'ispirazione socialista: la Cooperativa di Consumo, fondata nel 1898, la Lega dei Muratori, aperta nel 1903 e prima struttura sindacale a Vedano; la Cooperativa per Costruzioni Case Popolari costituita nel 1909. Nel primo dopoguerra anche i cattolici s'impegnarono in campo sociale, promuovendo con don Perego l'Ufficio del Lavoro.
Attualmente risultano ancora attive le due cooperative di tradizione socialista, il Circolo Cooperativo Vela e la Cooperativa Costruzione Case Popolari.
È importante citare anche il gruppo Alpini Silverio Beretti, che nel 2010 ha festeggiato il cinquantesimo anno dalla fondazione.

#### Il Ventennio
Su tutte queste opere si abbatté la scure del fascismo: in particolare furono occupate le cooperative socialiste per costruzioni di case e furono arrestati i due sacerdoti, don Pietro De Maddalena e don Luigi Monza. Quest'ultimo ritornò a Vedano nel 1937 per fondare la prima di oltre 30 case della Nostra Famiglia, istituto di laiche consacrate dedite alla riabilitazione di ragazzi con disabilità. Don Luigi Monza è stato beatificato nel 2006.
Numerosi furono anche a Vedano i combattenti per la libertà durante il biennio di resistenza (1943-1944). Tra i caduti per cause di guerra ricordiamo Mario Chiesa, a cui è dedicata la lapide posta in via 1º maggio.

### Simboli
Lo stemma e il gonfalone erano stati concessi con decreto del presidente della Repubblica del 22 ottobre 1964.
Sono simbolicamente rappresentati: la strada provinciale Malnate-Vedano-Venegono, la Salita del Marone, il ponte sul fiume Olona su campo verde (simbolo della pianura fertile) e il ponte sul torrente Quadronna. Il campo giallo attraversato da righe rosso-carminio riprende in parte lo stemma degli Odescalchi, del quale si utilizzano le lampade (in origine definite come coppe di rosso) per indicare le sei frazioni.
Il gonfalone è un drappo di rosso.

## Monumenti e luoghi di interesse

### Architetture religiose
- Chiesa parrocchiale di San Maurizio
- Chiesa di San Pancrazio
- Chiesa di San Rocco
- Chiesa della Beata Vergine Addolorata, nel quartiere Véla
- Chiesa del Lazzaretto, nell'omonima località

### Architetture civili
- Palazzo Odescalchi, attuale sede del Municipio
- Villa Spech
- Villa Fara Forni
- Villa Robbio
- Villa Monetti
- Ex Lavatoio del Perseghét
- Ex Fornace della Baraggia
- Palestra comunale da pallacanestro, calcio a 5 e pallavolo

### Aree naturali
- Parco della Pineta di Appiano Gentile e Tradate: area boschiva protetta per interessi naturalistici ed escursionismo
- Campagna di Vedano: area agricola, tra le maggiori della Provincia di Varese, per passeggiate

## Società

### Evoluzione demografica
- 707 nel 1751
- 1 273 nel 1805
- annessione a Venegono nel 1809
- 1 724 nel 1853
- 7328 nel 2020[9]

Abitanti censiti

### Religione
Per la Chiesa cattolica il territorio comunale coincide con la giurisdizione della parrocchia di San Maurizio martire, facente parte dell'arcidiocesi di Milano. Il rito liturgico in uso è quello ambrosiano.
Sul territorio è presente una minoranza musulmana.

## Geografia antropica
Il Comune di Vedano Olona presenta un unico centro abitato la cui ossatura è costituita dalla connessione dei centri storici del centro e del quartiere Véla. Su di esso, posto sulla terrazza pianeggiante in posizione centrale nel territorio comunale, gravitano alcuni nuclei abitati e gruppi di case sparse. Nel centro storico si trovano il municipio e la chiesa parrocchiale.

### Suddivisioni storiche
Il centro abitato è storicamente diviso nei seguenti rioni:
- Centro storico
- Véla
- Baraggia (Baràgia)
- Cruséta
- Perseghét

Ad essi va ad aggiungersi la moderna area residenziale posta a sud della Circonvallazione (attuale via I Maggio). Tale area è convenzionalmente divisa in due quartieri, uno ad ovest ed uno ad est, rispettivamente denominati Fossa e Brera.
La Vèla, nonostante venga spesso considerato un semplice rione di Vedano, rappresenta un caso particolare di sviluppo urbanistico. Il suo centro storico ha avuto origine molto vicino a quello di Vedano e ha raggiunto dimensioni maggiori rispetto a quelle di molti centri storici di tutta la zona circostante. Nonostante questo non ha mai avuto alcuna indipendenza, né civile né religiosa, seguendo sempre le sorti del vicino capoluogo e restando in una situazione di anonimato. Tale teoria è dimostrabile confrontando le sue caratteristiche urbanistiche con quelle di altri paesi e con l'assenza di ogni particolare menzione della frazione Véla nelle fonti storiche.

### Località abitate
Nuclei abitati: Cascina Ronco, Fondo Campagna, Molino Fontanelle, Tròn
Case sparse o isolate: Cascina Celidonia, Cascina Ronchi - Pella, Costacce, La Vigna, Lazzaretto

## Infrastrutture e trasporti
Il paese è servito dalla ferrovia Saronno-Laveno tramite la Stazione di Vedano Olona.
Tra il 1915 e il 1939 è stata inoltre operativa la fermata Lozza-Ponte di Vedano, servita dalla ferrovia di Valmorea, privata del traffico passeggeri nel 1938, fu soppressa definitivamente l'anno successivo. L'ex fabbricato viaggiatori venne demolito.
Il comune è attualmente attraversato dalla A60 tangenziale sud di Varese, su cui è presente lo svincolo per Vedano Olona.

## Amministrazione
| Periodo | Periodo     | Primo cittadino             | Partito                           | Carica  | Note    |
| ------- | ----------- | --------------------------- | --------------------------------- | ------- | ------- |
| 1985    | 1992        | Mario Porta                 | Democrazia Cristiana              | Sindaco | Decesso |
| 1992    | 2004        | Andrea Giosuè Larghi        | Lista civica                      | Sindaco |         |
| 2004    | 2009        | Giovanni Federico Barbesino | Lista civica                      | Sindaco |         |
| 2009    | 2014        | Enrico Baroffio             | Il Popolo della Libertà-Lega Nord | Sindaco |         |
| 2014    | 2024        | Cristiano Citterio          | Lista civica                      | Sindaco |         |
| 2024    | "in carica" | Sergio Mina                 | Lista civica                      | Sindaco |         |